# 志布志市立田之浦中学校
志布志市立田之浦中学校（しぶししりつたのうらちゅうっこう）は、かつて鹿児島県志布志市志布志町田之浦にあった市立中学校。

## 概要
市町村合併により志布志市が誕生する以前は、志布志町立田之浦中学校であった。平成26年2月1日現在の生徒数は14名で、各学年1学級の小規模校であった。

## 沿革
- 1947年（昭和22年） - 志布志町立第二中学校として設置される[1]。
- 1949年（昭和24年） - 志布志町立田之浦中学校に改称[1]。
- 2006年（平成18年） - 志布志町が松山町、有明町と合併し志布志市となったのに伴い、志布志市立田之浦中学校に改称。
- 2014年（平成26年） - 志布志市立志布志中学校に統合され廃止される。